# Kanton Charleville-Mézières-4
Charleville-Mézières-4 is een op 22 maart 2015 opgericht kanton van het Franse departement Moselle. Het kanton maakt deel uit van het arrondissement Charleville-Mézières en omvat uitsluitend de gemeente La Francheville en een deel van de gemeente Charleville-Mézières.